# Komitasz
Komitasz, születési nevén Soghomon Soghomonian, örmény nyelven: Կոմիտաս; (Törökország, Kütahya, 1869. október 8. – Párizs, 1935. október 22.) örmény pap, zenész, zeneszerző, hangszerelő, énekes és kórusmester, aki az örmény nemzeti zeneiskola alapítójának tekinthető és elismerten az etnomuzikológia egyik úttörője.
Fiatal korában Komitaszt árvaként Ecsmiadzinba, az örmény vallás központjába vitték, ahol a gevorgusi szemináriumban kapott oktatást. 1895-ben vardapetként (cölibátust vállaló papként) történő ordinációját követően a berlini Frederick William Egyetemen tanult zenét. Ezt követően "nyugati képzését egy nemzeti hagyomány kiépítésére használta fel." Összegyűjtött és átírt több mint 3000 örmény népzene darabot, amelyeknek azonban több mint a fele később elveszett, így mára csak mintegy 1200 marad fenn. Az örmény népdalok mellett érdeklődést mutatott más kultúrák iránt is. 1904-ben kiadta első kurd népdalgyűjteményét. Kórusa számos európai városban mutatta be az örmény zenét, többek között Claude Debussy dicséretével. 
Komitasz 1910-ben Konstantinápolyban telepedett le az Ecsmiadzin konzervatív papjai általi rossz bánásmód elkerülése végett, és hogy az örmény népzenét bemutassa a szélesebb közönség számára is. Az örmény közösségek széles körben elfogadták őt, Arshag Chobanian pedig az "örmény zene megmentőjének" nevezte őt.
Komitaszt az örmény népirtás idején az oszmán kormány - több száz örmény értelmiségivel együtt - 1915 áprilisában letartóztatta és lágerbe szállította. Hamarosan szabadon engedték, mivel a nehéz körülmények miatt súlyosan megbetegedett. A Konstantinápolyban levő ellenséges környezet és a hozzá eljutó tömeges örmény mészárlásokról szóló hírek tovább rontották törékeny mentális állapotát. Először 1919-ig egy török katonai működtetésű kórházba helyezték, majd egy párizsi pszichiátriai kórházba került, ahol élete utolsó éveiben sokat szenvedett. Komitaszt széles körben a népirtás mártírjának tekintik, és a művészetben az örmény népirtás egyik legfontosabb szimbólumaként ábrázolták.

## Életpályája

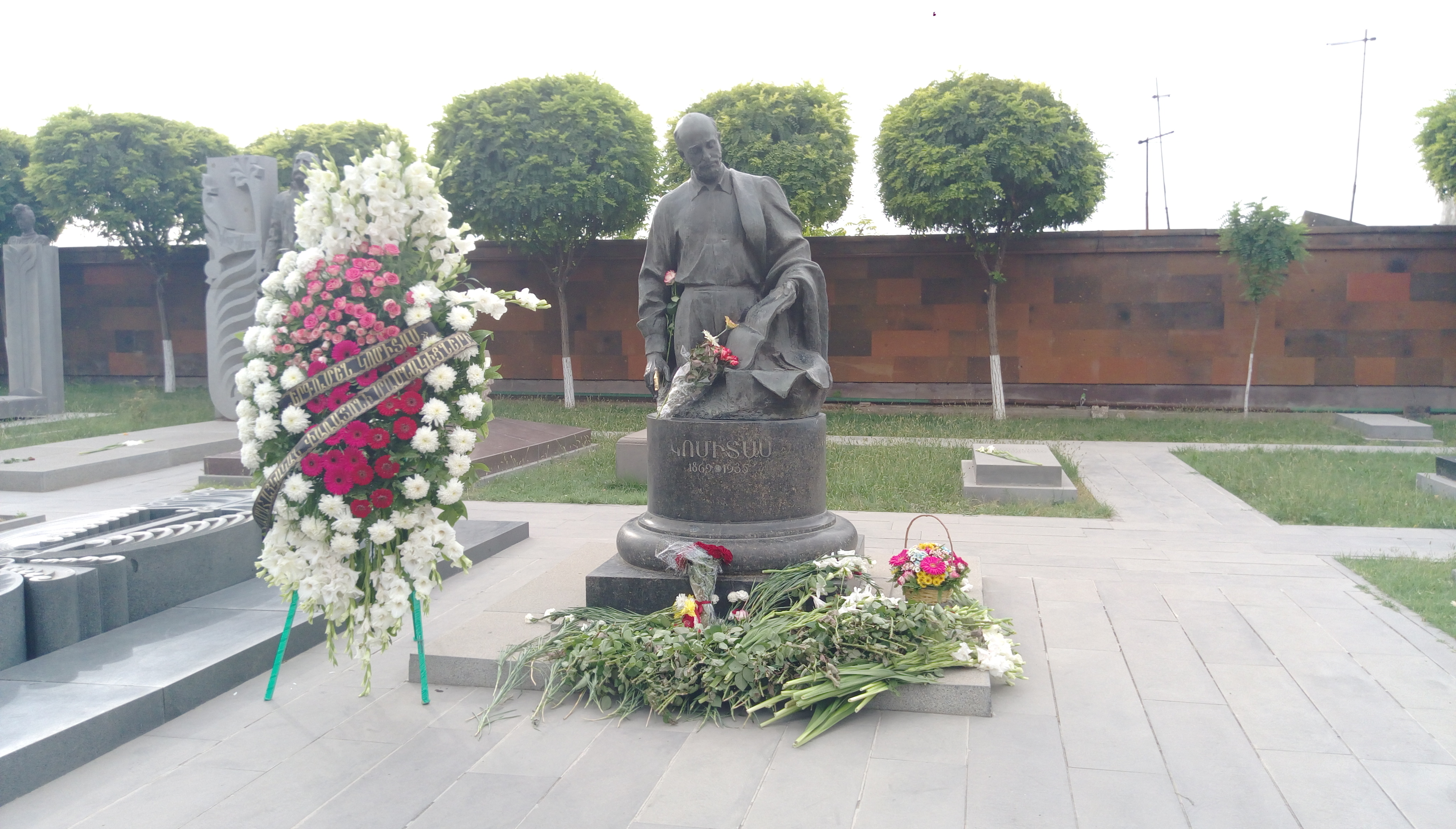
Komitasz Pantheon

### Gyerekkora (1869–1881)
Komitasz Szoghomon Szoghomonian az Oszmán Birodalomban, Kütahyában született, a Hüdavendigâr (Bursa) Vilayetben, 1869. október 8-án, örmény szülők: Kevork és Takuhi gyermekeként. Saját életrajzi vázlata szerint szüleinek ősei a századfordulón költöztek, Nyugat-Anatóliába, Nakhichevan Goghtn tartomány, Tsghna nevű falujába. Családja a török kormány korlátozásai miatt csak törökül beszélt. Soghomon volt az egyetlen gyermekük. Születése után három nappal megkeresztelték. Anyja eredetileg Bursából származott, születésekor tizenhat éves volt. Azok az emberek, akik ismerték őt, melankolikusnak írták le, apja vidám ember volt; de mindkettőjüket érdekelte a zene. Anyja 1870 márciusában halt meg, csupán hat hónappal a születése után. Halála mély sebeket hagyott benne, akiknek legkorábbi verseit neki szentelte. Anyja halálát követően, különböző források szerint, apja húga és apai nagymamája, Mariam vigyázott rá. 

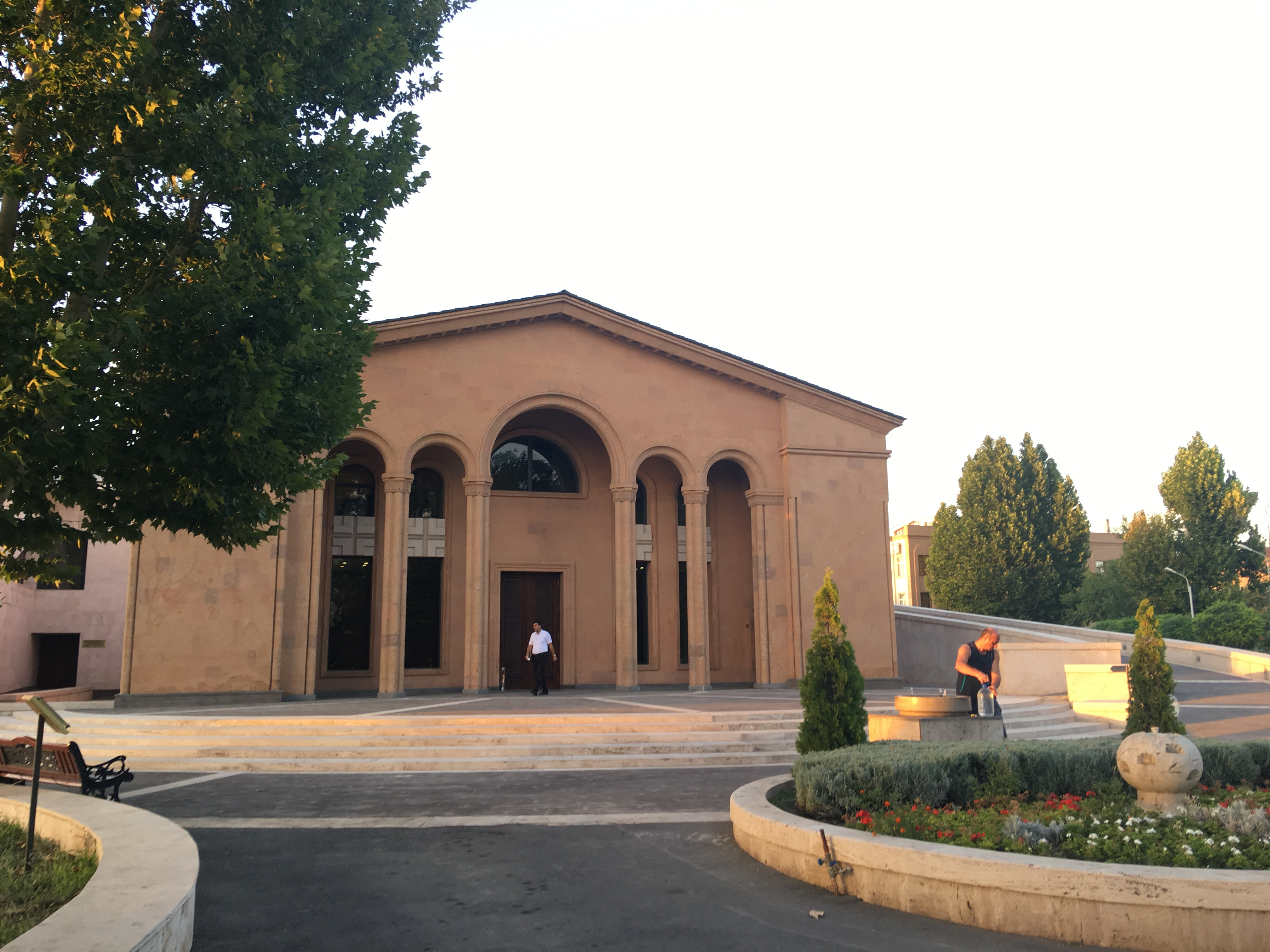
Komitasz Múzeum, Jereván

1880-ban, négy évvel azután, hogy befejezte az általános iskolát Kütahyában, apja Soghomont Bursába küldte, hogy ott folytassa tanulmányait anyai nagyszüleinél, akik a városban éltek. Négy hónappal később azonban apja halála miatt visszaküldték Kütahyába. Habár Soghomon atyai nagybátyja, Harutyun örökbefogadta, az elszenvedett körülmények miatt "ismerős és társadalmi struktúrája összeomlott".

### Ecsmiadzin(1881–1895)
1881. őszén élete radikális fordulatot vett, szeptemberben Kevork Vartabed Tertsagyan, a helyi örmény püspök a jó énekes hanggal bíró tizenkét éves fiút Ecsmiadzinba vitte, hogy beiratkozhasson a rangos Gevorgian Seminariumba. 1881. október 1-jén Komitaszt bemutatták IV. Katolikus Gevorgnak, aki csalódott volt a fiú örmény ismereteinek hiánya miatt, de annyira lenyűgözte éneklő tehetsége, hogy gyakran kérte, hogy énekeljen a látogatók számára. Egy szerencsétlen gyermekkor után Komitasz „érzelmi és szellemi stabilitást” talált a szemináriumban.
Komitasz 1881 és 1910 között főként Ecsmiadzinban élt, bár jelentős időt töltött Európában. A szemináriumban töltött első éve alatt megtanulta az örmény zenei jelölési (khaz) rendszert, melyet a 19. század elején Hampartsoum Limondjian és tanítványai fejlesztettek ki. Fokozatosan felfedezte a zene iránti nagy szenvedélyét, és elkezdett dalokat írni az Ecsmiadzin melletti örmény falusiak énekelteiben, akik szeretettel "Notaji Vardapet"-nek hívták, vagyis "jegyzetelő papnak".
Komitasz az 1890-es évek elején előbb zenét írt Khachatur Abovyan, Hovhannes Hovhannisyan, Avetik Isahakyan (fiatalabb osztálytársa) és mások versére. 1891-ben az Ararat magazin (a Szentszék hivatalos lapja) közzétette a „nemzeti himnuszt” (Ազգային Օրհներգ, dalszöveg A. Tashyan dalszövegeit) a többszólamú kórusok számára. 1893-ban fejezte be a szemináriumot, zenetanár lett, és kinevezték az Ecsmiadzin székesegyház kórusmesterévé.
Legkorábbi jelentős befolyást Kristapor Kara-Murza gyakorolt rá, aki 1892-ben csak egy évet tanított a szemináriumon. Kara-Murza összeállított és szervezett európai zenés előadásokat iskolások számára az örmény lakott területeken oktatási célokra. És bár Komitasz kritizálta, hogy művei nem hitelesen örmények, Kara-Murza volt az a személy, aki megmutatta Komitasznak a polifonikus kórusszerkezetet, amely köré zenei eredményeit építette.
1894-ben Szoghomont hieromonkká (կուսակրոն աբեղա) szentelték fel. 1895 februárjában vardapetté (cölibátus pap) rendelték, és később Komitasz Vardapet néven ismerték el. Ugyanebben az évben elkészült az első átiratos népzenei gyűjteménye, az „Agn dalai” (Շար Ակնա ժողովրդական երգերի), amely 25 szerelmes dalt, esküvői dallamot, altatót és táncot tartalmazott. Ezt az ecsmiadzini papság reakcióképes és ultrakonzervatív frakciója elutasította, ami zaklatta és szarkasztikusan "szereleménekes papnak" nevezte.

### TifliszésBerlin(1895–1899)
1895 októberében Komitasz elhagyta Ecsmiadzint Tiflisz miatt, hogy tanulmányozza a harmóniát Makar Yekmalyan zeneszerző mellett, akinek az örmény liturgia polifonikus megjelenítését alkalmazzák a legszélesebb körben, és aki Komitasz egyik legbefolyásosabb tanára lett. Abban az időben Tiflisz volt a legmegfelelőbb választás Komitasz számára, mivel viszonylag közel volt az örmény földhöz. 

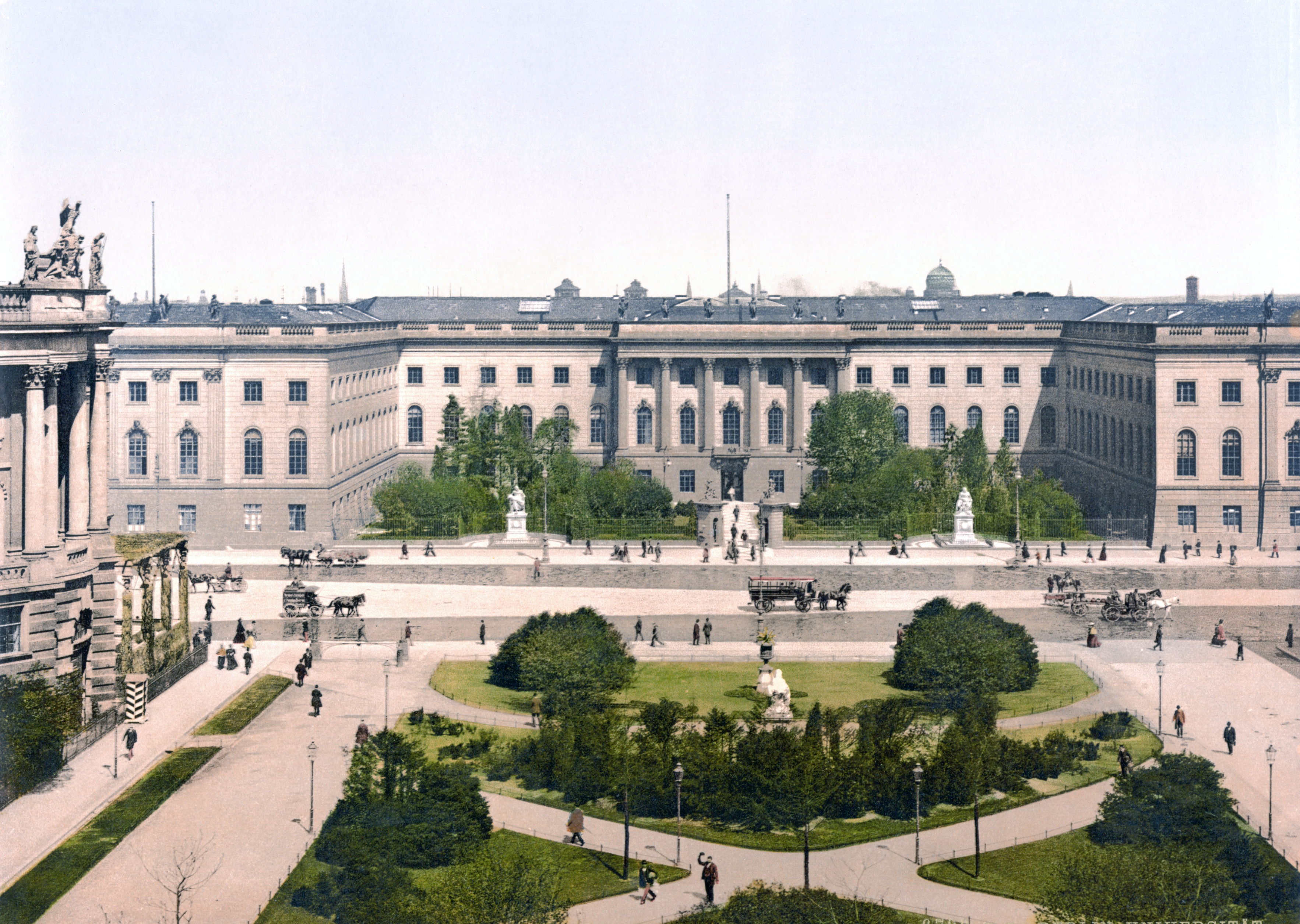
A Frederick William Egyetem 1900-ban

Komitasz 1896 június elején Berlinbe ment, anélkül, hogy egyetlen egyetem elfogadta volna. Örmény baráti társaság segített neki lakáskeresésben. Kezdetben magánórákat tartott Richard Schmidtnél néhány hónapig. Ezt követően fogadták a rangos Frederick William Egyetemen. 1899 májusában Oskar Fleischer Fleischer létrehozta a Nemzetközi Zenei Társaság (németül: Internationalen Musikgesellschaft) berlini részlegét, amelynek Komitasz is aktív tagja volt és ahol örmény népzenéről tartott előadásokat, melyek eredete a kereszténység előtti, pogány időkre nyúlt vissza. Az egyetemen végzett tanulmányai 1899 júliusában fejeződtek be.

### Az 1899–1910 közötti évek
Ecsmiadzinba való visszatérése után 1899 szeptemberében folytatta a tanítást és a zeneszerzést. Ismeretei alapján megszerzett egy nagy polifonikus kórust. 1906-ig a Gevorgian Szeminárium kórusának vezetője volt. Ez volt az az időszak, amikor "a legtöbb elméleti és kutatási munkát készítette, amelyekkel elnyerte a helyet az etnomusikológia úttörői között". Komitasz a nyarat az örmény vidéken töltötte, és egyedülálló kapcsolatot alakított ki a falusiakkal. 1903 őszén a három évig tartó gyűjtés és átírás után Komitasz 50 ezer és egy dalból álló gyűjteményt tett közzé, melynek címe "Egy ezer és egy dal" (Հազար ու մի խաղ). Manuk Abeghyan szövegíró segített neki a népi darabok összeállításában. Ugyanez a gyűjtemény 1904-ben került újra kinyomtatásra, míg 1905-ben további 50 dalt jelentettek meg.
Komitasz 1910-ben Konstantinápolyba (a mai Isztambulba), az oszmán császári fővárosba költözött. "Ott egy hallgatói csoportot és kórust alapított örmény dallamokkal, amely az örmény közösségekben turnézott, és előadásokat adott azokból a népi kompozíciókból, amelyeket Komitasz négy részből álló kórusra készített." Megalapította a Gusan kórust is (1912 óta a Hay gusan). Professzionális zenészek kinevelése céljából zenetudományt tanított Barsegh Kanachyan, Mihran Tumacan, Vagharshak Srvandzyan és mások számára.

### Deportálás és utolsó évek (1915–1935)
1915. április 24-én, az örmény népirtás hivatalos megkezdésének napján, letartóztatták, másnap 180 más örmény nevelővel együtt vonatra helyezték, és mintegy 300 mérföld távolságban küldték Çankırı városába, Anatólia északkeleti részén. Jó barátja, török nacionalista költő, Mehmet Emin Yurdakul, az író Halide Edip és az amerikai nagykövet, Henry Morgenthau közreműködött a kormányban, és Talat Pasha külön megrendelésével Komitaszt visszavitték a fővárosba, nyolc másik deportált örménnyel együtt.
1916 őszén betegsége miatt Konstantinápolyba, a Hôpital de la paix kórházba vitték, majd 1919-ben Párizsba költöztek, ahol 1935-ben a Villejuif pszichiátriai klinikán halt meg. Hamvait később Jerevánba szállították, és eltemették az ő nevét viselő Panteonban.

### Öröksége
Az 1950-es években kéziratát is átvitték Párizsból Jerevánba.
A Badarakot először 1933-ban nyomtatták Párizsban, majd 1988-ban, Jerevánban digitális adathordozóra vették fel. A népdalok összegyűjtésével és közzétételével megmentette Nyugat-Örményország kulturális örökségét, amely egyébként eltűnt volna a népirtás miatt. Munkáit Örményországban, Robert Atayan kiadásában tették közzé. Az utóbbi időben kilenc dalát gyűjtötték össze a jereváni Matenadaran levéltárból, amelyeket berlini tartózkodása alatt írt a német költészetről.
Jereván Állami Zenei Konzervatóriumát is Komitaszról nevezték el. Létezik még egy világhírű vonósnégyes is, amelyet ugyancsak Komitasznak neveztek el.
2008. július 6-án, Quebec City 400. évfordulójának megünneplése alkalmából a Quebec Nemzetgyűlés (tartományi törvényhozás, Auteuil utca) közelében Komitasz bronz mellszoborát mutatták be, általánosan elismerve a zenéhez, valamint az örmény nép- és liturgikus munkához adott nagyszerű hozzájárulását. Korábban 1981-ben Komitasznak gránit és bronz szobrot állították Detroitban is a nagy zeneszerző tiszteletére és az örmény népirtás tragédiájának emlékeztetőjeként.
2008 szeptemberében a Nonesuch kiadónál kiadták a Gomidas Songs CD-t, amelyet Isabel Bayrakdarian énekelt, az örmény filharmonikusok kamarajátékosai és Serouj Kradjian zongorista kíséretében. Ezt a CD-t egy Grammy-díjra jelölték a Legjobb vokális felvétel kategóriában.

## Fordítás
- Ez a szócikk részben vagy egészben  a   Komitas című angol Wikipédia-szócikk ezen változatának fordításán alapul.  Az eredeti cikk szerkesztőit annak laptörténete sorolja fel. Ez a jelzés csupán a megfogalmazás eredetét és a szerzői jogokat jelzi, nem szolgál a cikkben szereplő információk forrásmegjelöléseként.